# Cletus Clark
Cletus Clark (* 20. Januar 1962) ist ein ehemaliger US-amerikanischer Hürdenläufer, der sich auf die 110-Meter-Distanz spezialisiert hatte.
1985 wurde er bei den Leichtathletik-Hallenweltspiele in Paris Vierter über 60 m Hürden und siegte bei der Universiade in Kōbe. 1987 gewann er bei der Universiade in Zagreb Silber und schied bei den Leichtathletik-Weltmeisterschaften in Rom im Vorlauf aus.
1991 siegte er bei den Panamerikanischen Spielen in Havanna.

## Persönliche Bestzeiten
- 60 m Hürden (Halle): 7,59 s, 15. Januar 1986, Nishinomiya
- 110 m Hürden: 13,30 s, 24. Juni 1988, Lausanne